# Malini Nobhadara
Malini Nobhadara, Công nương của Srisatchanalai (tiếng Thái: มาลินีนพดารา); RTGS: Malini Nopphadara (31/7/1885 - 22/12/1924), Công chúa của Xiêm La (sau này là Thái Lan), bà là một thành viên của Gia đình Hoàng gia Xiêm La. Con gái của Chulalongkorn, Vua Rama V của Xiêm La.
Bà là con gái thứ hai và là người con thứ ba của vua Chulalongkorn (Rama V Đệ Nhất) của Xiêm La và Saisavalibhirom hay công chúa Suddhasininat Piyamaharaj Padivarada, con gái của Ladavalya, Hoàng tử Bhumindrabhakdi và mẹ Chin Ladavalya na Ayudhya. Bà được cha cô đặt tên là Malini Nobhadara Sirinibha Bannavadi (tiếng Thái: มาลินีนพดารา สิรินิภาพรรณวดี)
Bà có 3 anh chị em ruột; Một anh trai, một chị gái và một em gái:
- Hoàng tử Yugala Dighambara, the Prince of Lopburi (17/3/1883 – 8 /4/1932)
- Công chúa Nabhachara Chamrassri (5/5/1884 –31/8/1889)
- Công chúa Nibha Nobhadol, the Princess of Uthong (4/12/1886 – 29/1/1935)

Công chúa Malini Nobhadara qua đời vào ngày 22 tháng 12 năm 1924, ở tuổi 39. Sau khi chết, ngày 11 tháng 1 năm 1926, người anh rể của cô, Vua Vajiravudh (Rama VI) đã trao cho cô một danh hiệu hoàng gia là, Công chúa của Srisatchanalai, hoặc dịch sang tiếng Thái Krom Khun Srisatchanalai Surakanya (tiếng Thái: กรมขุนศรีสัชนาลัยสุรกัญญา). Cô được cấp Krom Khun, cấp 4 của các cấp Krom.

## Danh hiệu hoàng gia
- Dame of The Ancient and Auspicious Order of the Nine Gems
- Dame of The Most Illustrious Order of the Royal House of Chakri: trao ngày 7 tháng 2 năm 1896
- Dame Cross of the Most Illustrious Order of Chula Chom Klao (First class): trao ngày 11 tháng 11 năm 1895
- King Rama V Royal Cypher Medal, First Class
- King Rama VI Royal Cypher Medal, First Class

## Tổ tiên
| Công chúa Malini Nobhadara, Công chúa của Srisatchanalai | Cha: Chulalongkorn, Vua Rama V của Xiêm La                                        | Ông nội: Mongkut, King Rama IV of Siam                      | Ông cố nội: Buddha Loetla Nabhalai, King Rama II of Siam |
| Công chúa Malini Nobhadara, Công chúa của Srisatchanalai | Cha: Chulalongkorn, Vua Rama V của Xiêm La                                        | Ông nội: Mongkut, King Rama IV of Siam                      | Bà cố nội: Queen Sri Suriyendra                          |
| Công chúa Malini Nobhadara, Công chúa của Srisatchanalai | Cha: Chulalongkorn, Vua Rama V của Xiêm La                                        | Bà nội: Hoàng Hậu Debsirindra                               | Ông cố nội Prince Sirivongse, the Prince Matayabidaksa   |
| Công chúa Malini Nobhadara, Công chúa của Srisatchanalai | Cha: Chulalongkorn, Vua Rama V của Xiêm La                                        | Bà nội: Hoàng Hậu Debsirindra                               | Bà cố nội: Mom Noi Sirivongs na Ayudhya                  |
| Công chúa Malini Nobhadara, Công chúa của Srisatchanalai | Mẹ: Công chúa Saisavalibhirom, Công chúa của Suddhasininat Piyamaharaj Padivarada | Ông ngoại: Hoàng tử Ladavalya, Hoàng tử của Bhumindrabhakdi | Ông cố ngoại: Nangklao, King Rama III of Siam            |
| Công chúa Malini Nobhadara, Công chúa của Srisatchanalai | Mẹ: Công chúa Saisavalibhirom, Công chúa của Suddhasininat Piyamaharaj Padivarada | Ông ngoại: Hoàng tử Ladavalya, Hoàng tử của Bhumindrabhakdi | Bà cố ngoại: Chao Chom Manda Emnoi                       |
| Công chúa Malini Nobhadara, Công chúa của Srisatchanalai | Mẹ: Công chúa Saisavalibhirom, Công chúa của Suddhasininat Piyamaharaj Padivarada | Bà ngoại: Mom Chin Ladavalya na Ayudhya                     | Ông cố ngoại: N/A                                        |
| Công chúa Malini Nobhadara, Công chúa của Srisatchanalai | Mẹ: Công chúa Saisavalibhirom, Công chúa của Suddhasininat Piyamaharaj Padivarada | Bà ngoại: Mom Chin Ladavalya na Ayudhya                     | Bà cố ngoại: N/A                                         |